# سیارک ۳۱۵۹
سیارک ۳۱۵۹ (به انگلیسی: 3159 Prokofʹev، نامگذاری:1976US2) سه هزار و صد و پنجاه و نهمین سیارک کشف شده‌است که در ۲۶ اکتبر ۱۹۷۶ کشف شد.
قدر مطلق سیارک برابر ۱۳٫۰۰ است.